# Lincoln Ellsworth
Lincoln Ellsworth (né le 12 mai 1880 à Chicago - mort le 26 mai 1951 à New York) est un explorateur polaire américain.

## Biographie
Il est né à Chicago, fils de James Ellsworth, un riche propriétaire minier et banquier et d'Eva Frances Butler. Son père finance à hauteur de 100 000 dollars l'aventure de Roald Amundsen de Norvège au pôle Nord en 1925. Ellsworth est le pilote de cette expédition.
Avec Amundsen, Ellsworth aperçoit le pôle Nord en 1926 du dirigeable Norge, conçu et piloté par l'Italien Umberto Nobile, dans un vol du Svalbard à l'Alaska. Ce fut la première fois que le pôle Nord est aperçu de manière non contestée.
Ellsworth fait ensuite quatre expéditions en Antarctique entre 1933 et 1939, utilisant comme base et transport pour son avion, un ancien navire norvégien pour la pêche au hareng qu'il nomma Wyatt Earp d'après son héros. Il organise alors avec Hubert Wilkins en 1934-1935 le premier vol au-dessus de l'Antarctique occidentale. 
Le 23 novembre 1935, il découvre les montagnes qui portent désormais son nom mais baptisés par lui en l'honneur de son père, les monts Ellsworth en Antarctique lors d'un vol transantarctique de l'île Dundee à la barrière de Ross. Il lui donna initialement le nom de Sentinel Range, qui fut plus tard repris pour la moitié nord des monts Ellsworth. 
Le mont Ellsworth et le lac Ellsworth, tous les deux en Antarctique, sont aussi nommés d'après lui.
Il avait hérité, par son père, du château de Lenzbourg en Suisse.

## Postérité
Dans le film historique et biographique norvégien Voyage au bout de la Terre (Amundsen), réalisé par Espen Sandberg et sorti en 2019, son rôle est interprété par Ted Otis.

## Source
- (en) Cet article est partiellement ou en totalité issu de l’article de Wikipédia en anglais intitulé « Lincoln Ellsworth » (voir la liste des auteurs).